# Тагиев, Таги Азиз Ага оглы
Таги Азиз Ага оглы Тагиев (азерб. Tağı Əzizağa oğlu Tağıyev; 1917, Баку — 1993, там же) — азербайджанский и советский художник. Народный художник Азербайджанской ССР (1982).

## Жизнь и творчество
Таги Тагиев родился в 1917 году в Баку. Любовь к искусству с малых лет приводит Тагиева в Азербайджанский государственный художественный техникум. В 1935 году Тагиев окончил художественный техникум. После окончания техникума молодой художник работал над портретами и тематическими произведениями. Со временем Тагиев становится известным как мастер портрета в азербайджанском изобразительном искусстве. Известны такие его работы как «Портрет Кёроглы», «Портрет молодой женщины», «Перед экзаменом», портреты его друзей Камиля Ханларова, Саттара Бахлулзаде (см. «профильную статью»), Марала Рахманзаде. Большой групповой портрет молодых воинов азербайджанцев 416-й стрелковой дивизии (уголь, 1943) работы Тагиева был показан на выставке «XXV лет Ленинского комсомола».
Помимо портретов Тагиев создаёт пейзажи, тематические табло. В этих произведениях художник воспевает природу родного Азербайджана, изображает людей. Известны такие его пейзажи как «Баку» (1948), «Набережная Баку» (1953), «Утро Баку» (1956), «Вид с моря» (1956).
Работы Тагиева выставлялись как на республиканских, так и на всесоюзных выставках, а также в музеях и выставочных салонах таких городов как Москва, Киев, Каир, Дамаск, Бейрут, Дакар, Прага, София, Берлин, Стамбул, Монреаль и др.
Скончался Таги Тагиев в 1993 году в Баку.
29 марта 2013 года в Национальном музее искусств Азербайджана в Баку состоялась выставка работ художника.

## Награды
- Заслуженный деятель искусств Азербайджанской ССР
- орден «Знак Почёта» (09.06.1959)
- Народный художник Азербайджанской ССР (01.12.1982)[5]